# Никанорово
Никано́рово — деревня в Добринском районе Липецкой области России.

## География
Поселение расположено в центре Добринского сельсовета. Название патрономическое по имени первого жителя — Никанор.

## История
Возникло в годы столыпинской аграрной реформы как Чуевские отруба.
Входила в состав Сафоновской волости Усманского уезда Тамбовской губернии до 1928 года, затем в состав Сафоновского сельского совета Добринского района.
С 12 мая 2014 года входит в сельское поселение Добринский сельсовет.

## Населения
| 2010 |
| ---- |
| 12   |